# 夫よ男よ強くなれ
『夫よ男よ強くなれ』（おっとよおとこよつよくなれ）は、1969年10月2日から1970年3月26日までNET（現・テレビ朝日）系列局で放送されていたテレビドラマである。NETテレビと東宝の共同製作。全26話。放送時間は毎週木曜21時から21時56分 （日本標準時）。
なお、名古屋テレビでは1969年10月17日より、毎週金曜22時から22時55分に遅れネットで放送された。

## 作品概要
毎日新聞家庭欄に掲載されていた「現代夫婦館」を原案とし、ウーマン・リブ運動により、男女の立場があべこべになった時代の男と女、そして夫婦像をコミカルに描いた1話完結のオムニバス形式のホームドラマ。
放送当時、同局の「桂小金治アフタヌーンショー」などに出演し、人気があった料理研究家・田村魚菜が本編前後に顔出し出演し、本編に入る前に調味料や調理器具などで物事を例えながら簡単なあらすじを説明。本編後ではストーリーの批評や持論を述べると言う役割を持っていた。

## 放送リスト・キャスト
| 回数 | 放送日         | サブタイトル         | 脚本       | 監督       | 出演者                                                                         |
| ---- | -------------- | -------------------- | ---------- | ---------- | ------------------------------------------------------------------------------ |
| 1    | 1969年 10月2日 | 頼りない若い男よ     | 松浦健郎   | 曲谷守平   | 星由里子 田崎潤 津川雅彦 益田ひろ子 池田生二 中川さかゆ 水木襄                 |
| 2    | 10月9日        | あなた社長命令よ!    | 田波靖男   | 本多猪四郎 | 南田洋子 菅原謙次 阿部尚之 潮万太郎 久慈あさみ 北あけみ 加藤春哉               |
| 3    | 10月16日       | 結婚してあげる       | 松浦健郎   | 曲谷守平   | 黒沢年雄 柏木由紀子 十朱久雄 三田村元 松島トモ子 山本武 葉桐次裕               |
| 4    | 10月23日       | さぁ離婚しましょう   |            |            | 川崎敬三 司葉子 村松英子 松本めぐみ 高森玄 岩井良介 佐田豊                     |
| 5    | 10月30日       | 南々西に行くのよ!    | 八木柊一郎 | 本多猪四郎 | 栗塚旭 小畠絹子 多々良純 野口元夫 浜田ゆう子 勝部演之 鷹亮子 火野狩子 榊原るみ |
| 6    | 11月6日        | 夫にビンタを         | 松浦健郎   | 丸山誠治   | 長門裕之 佐藤友美 二本柳寛 小林勝彦 安藤孝子 柿沼真二 伊豆肇                   |
| 7    | 11月13日       | 浮気でもしてみたら?! |            |            | 藤岡琢也 夏桂子 桜井浩子 嘉手納清美 梶健司 島田多恵子 健部一郎                 |
| 8    | 11月20日       | それでも男なの!!     |            |            | 宝田明 広瀬みさ 中山麻理 進千賀子 熊倉一雄 藤田淑子 岡村文子 大泉滉            |
| 9    | 11月27日       | 問答無用よ!!         | 馬嶋満     |            | 長門勇 扇千景 由利徹 宗方勝己 藤あきみ 三遊亭円生 二見忠男 清水一郎            |
| 10   | 12月4日        | お前はクビだ!!       |            |            | 山田吾一 吉村実子 桑山正一 宇佐美淳也 田島義文 松尾文人 相原巨典               |

## スタッフ
- 原案：毎日新聞社編「現代夫婦館」より（毎日新聞社刊）
- プロデューサー：服部尚雄(NET)、梶田興治(東宝)
- 脚本：松浦健郎、田波靖男、馬嶋満ほか
- 監督：曲谷守平、本多猪四郎ほか
- 助監督：金谷稔 ほか
- 制作：NET、東宝株式会社

## 主題歌
「男のマーチ」
作詞・作曲：松井八郎 / 歌：小宮あけみ（ユニオン・レコード）